# Mein Schatz, komm mit ans blaue Meer
Pour plus de détails, voir Fiche technique et Distribution.
Mein Schatz, komm mit ans blaue Meer (titre français : Jeunes filles dans le pétrin) est un film allemand réalisé par Rudolf Schündler, sorti en 1959.

## Synopsis
Le magazine pour les jeunes Bravo (de) a deux gagnantes du concours Ma chérie, viens avec moi à la mer bleue : Hansi Brammer, femme au foyer, et Lilo Fischer, employée dans un salon de beauté. Toutes deux ont gagné un voyage en caravane de Munich à l'Italie. Si elles voyagent en Italie et reviennent dans leur caravane dans trois semaines, elles gagnent 10 000 marks supplémentaires. La condition est que la caravane soit toujours tirée par les voitures d'autres personnes et que les deux femmes doivent faire face à différentes épreuves pendant le voyage. Toutes deux acceptent le défi. Pour les rapports et le contrôle, elles sont supervisées par la rédactrice de Bravo Karin Beer. Le chauffeur de poids lourds Bubi Hanemann, qui est dans le public, tombe immédiatement amoureux de Hansi et décide de suivre le groupe en route vers l'Italie, car il doit lui-même faire une livraison à Ravenne.
Lilo, Hansi et Karin sont emmenées en premier par un monsieur âgé qui, cependant, a un œil sur Lilo. À mi-chemin, elles cherchent un nouveau conducteur qui pourrait attacher la caravane. Tandis que Hansi rencontre Bubi, qui l'emmènerait à Salzbourg, Lilo est principalement intéressée à faire la connaissance d'un millionnaire pendant le voyage. C'est ainsi qu'elle fait la connaissance de Martin Exel, qui conduit une voiture de valeur et emmène le groupe à Salzbourg. Lilo ne sait pas que Martin n'est en fait que le mécanicien du propriétaire de la chaîne hôtelière Paul Marzez. Martin se rend compte que Lilo pense qu'il est un homme riche, Paul accepte de jouer le jeu. À Salzbourg, Lilo fait également la connaissance de Paul et ne sait lequel des deux hommes riches choisir. Lilo et Hansi réussissent leur première épreuve de gagner dix marks en douze heures en travaillant comme baby-sitter, laveuse de voiture et guide touristique. Hansi revoit Bubi au travail et tous deux avouent leur amour.
Le voyage se poursuit jusqu'au lac de Côme. Lilo revoit Paul, se faisant passer pour un simple mécanicien. Lilo l'ignore et choisit Martin. Paul s'intéresse depuis longtemps à Karin, mais elle voit clair dans sa mascarade et est déçue qu'il insiste pour jouer le mécanicien devant elle. Elle se détourne de lui, mais tous deux se réconcilient lorsque Paul lui présente ses excuses. Lilo, à son tour, se rend compte qu'elle aime Martin malgré son statut. La cousine de Paul, Annabelle, qui travaille comme chanteuse, rencontre le jeune Tommy en Italie, qui a suivi son amour Lilo, mais n'a jamais eu de chance avec elle en raison de son manque d'argent. Ils tombent tous les deux amoureux et forment un couple, à la fois en privé et sur scène.
Les autres défis, passer une nuit en prison et traverser une rue animée pieds nus, en chantant et les yeux bandés, les deux femmes les réussissent, en étant à l'origine d'une bagarre dans un bar et en visitant la place Saint-Marc de Venise. À la fin, il devient difficile de rentrer à Munich dans le délai, car leur caravane a été confondue et amenée à Flensbourg par un avion de transport américain. Des membres de l'armée la ramènent à Munich et les deux femmes arrivent enfin à l'heure.

## Fiche technique
- Titre original : Mein Schatz, komm mit ans blaue Meer
- Réalisation : Rudolf Schündler assisté de Rudolf Nussgruber
- Scénario : Ilse Lotz-Dupont (de), Franz Marischka
- Musique : Werner Scharfenberger
- Direction artistique : Bruno Monden
- Costumes : Helga Billian
- Photographie : Heinz Schnackertz (de), Erich Küchler
- Son : Carl Becker
- Montage : Ingeborg Taschner
- Production : Franz Seitz Jr.
- Société de production : Franz Seitz Filmproduktion
- Société de distribution : Constantin Film
- Pays d'origine :  Allemagne de l'Ouest
- Langue : Allemand
- Format : Couleur - 1,33:1 - mono - 35 mm
- Genre : Comédie
- Durée : 96 minutes
- Dates de sortie :
  - Allemagne de l'Ouest : 22 décembre 1959.
  - France : 19 décembre 1962[1].

## Distribution
- Renate Ewert : Lilo Fischer
- Monika Dahlberg (de) : Hansi Brammer
- Christine Görner : Karin Beer
- Harald Juhnke (de) : Bubi Hannemann
- Joachim Fuchsberger : Paul Marzez
- Hans von Borsody : Martin Exel
- Danny Mann : Annabelle
- Günther Frank (de) : Tommy
- Werner Finck : le premier automobiliste
- Camillo Felgen : le maître de soirée